# Phỉ thuý

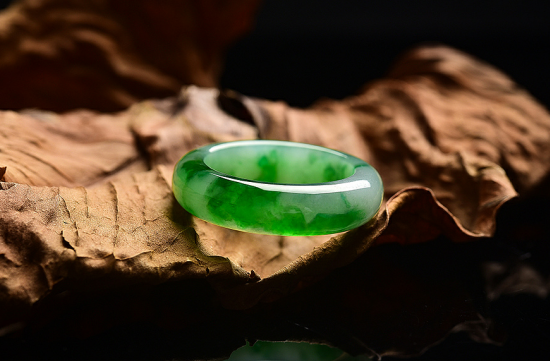
Một vòng ngọc phỉ thúy

Ngọc cẩm thạch (tiếng Anh: jadeite; tiếng Trung Quốc: 翡翠: Phỉ Thúy) là khoáng vật silicat sodium và nhôm. Công thức hóa học của Ngọc cẩm thạch là NaAlSi2O6. Ngọc cẩm thạch có độ cứng 6,5 - 7 Moh. Ngọc bích và Ngọc cẩm thạch là hai loại khoáng vật có công thức hoá học khác nhau nhưng cùng được gọi là ngọc thạch. Ngọc cẩm thạch có các sắc độ xanh, xám, vàng, tím, đỏ, cam, đen, v.v. Trong đó, màu được đánh giá cao nhất là màu lục đế vương (gần giống với màu ngọc lục bảo) và màu tím oải hương. Hiện nay, Myanmar và Guatemala là hai nguồn cung cấp chính của ngọc cẩm thạch hay ngọc phỉ thúy. Ngọc cẩm thạch Miến Điện từ xưa đã được đánh giá cao.

## Hình ảnh

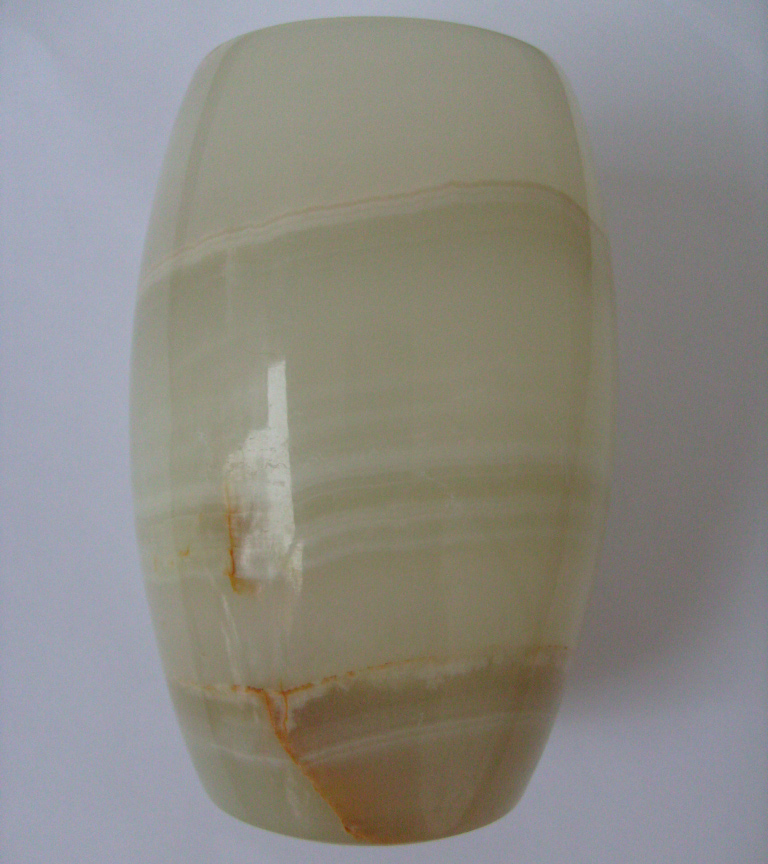
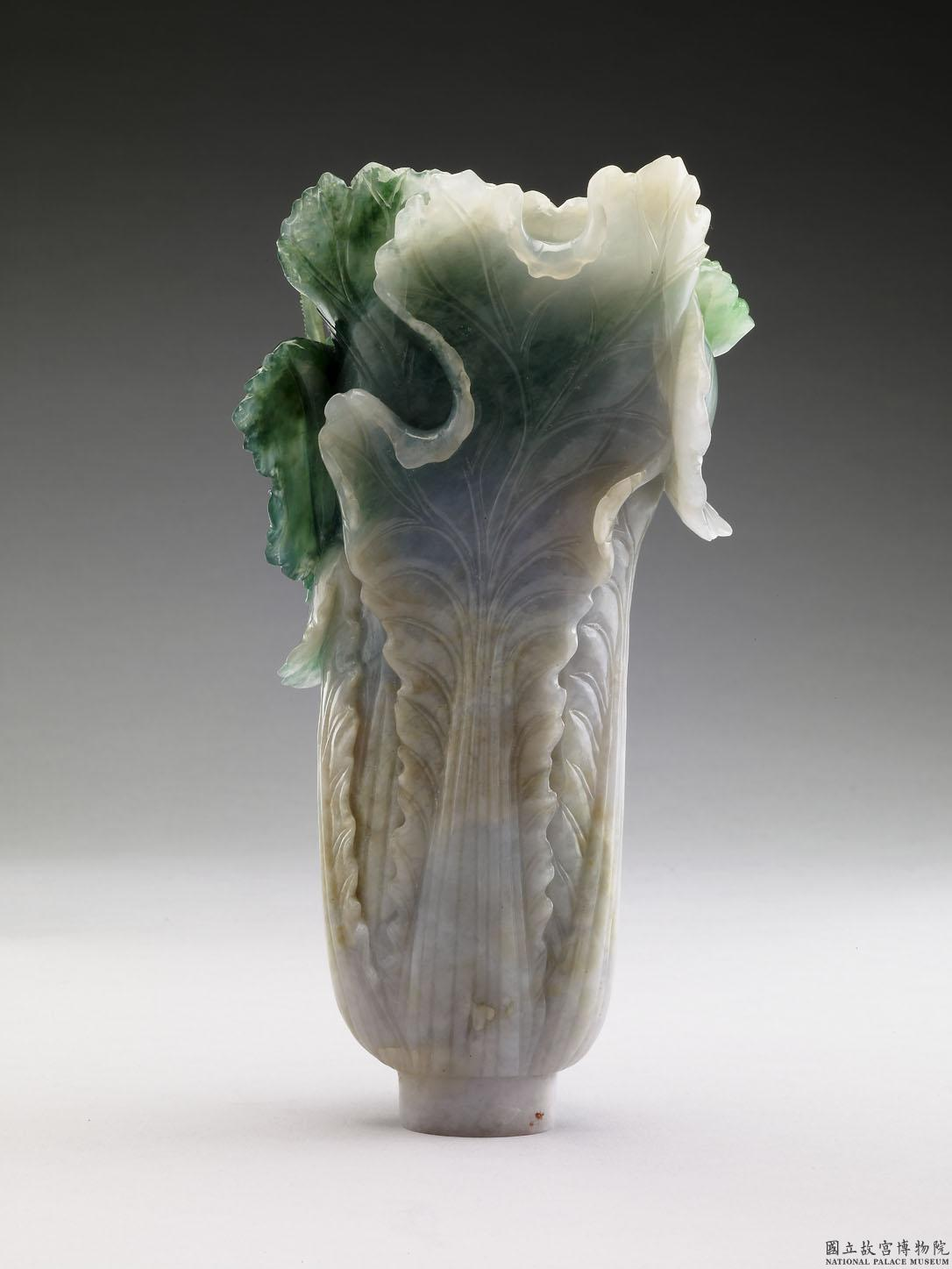
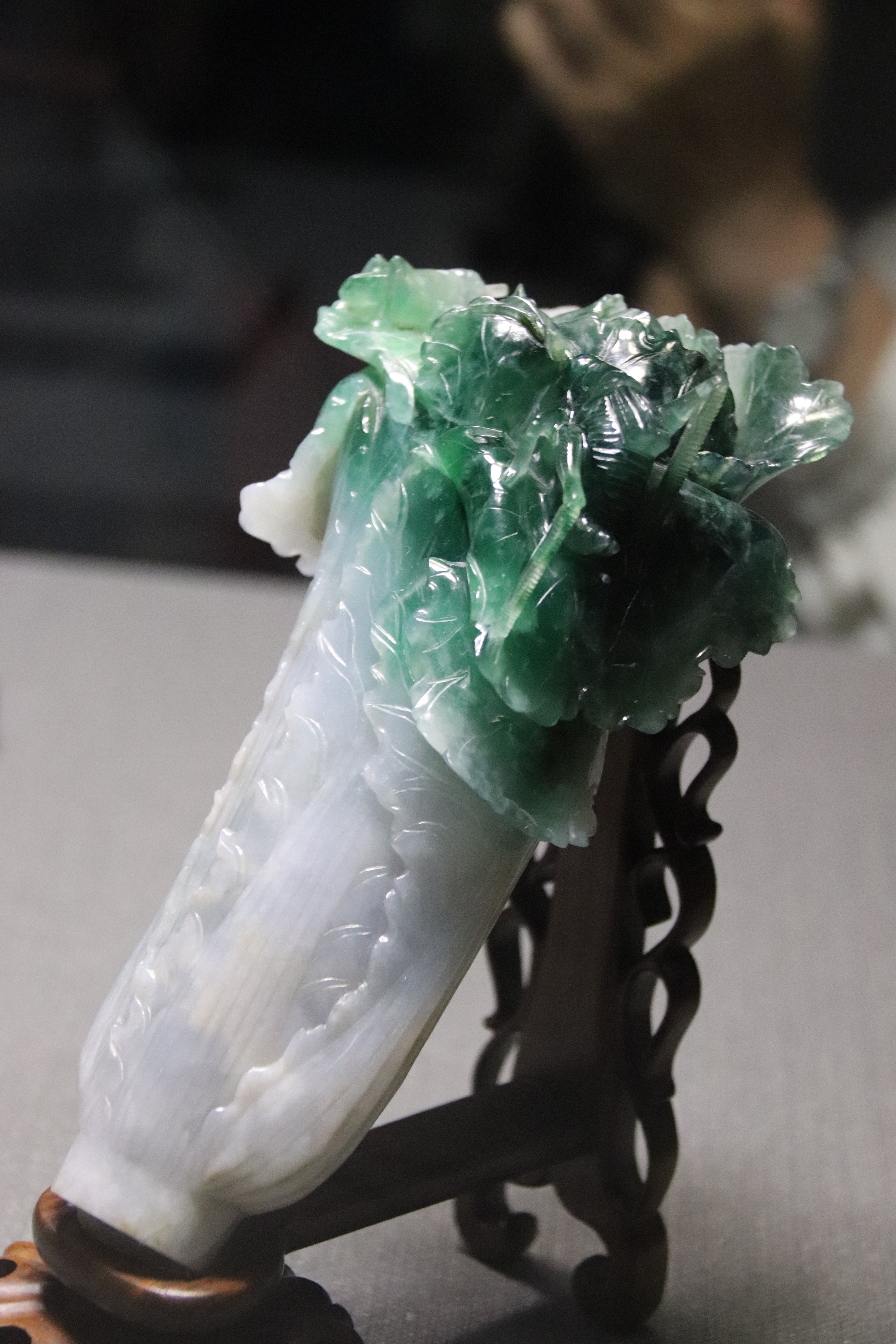
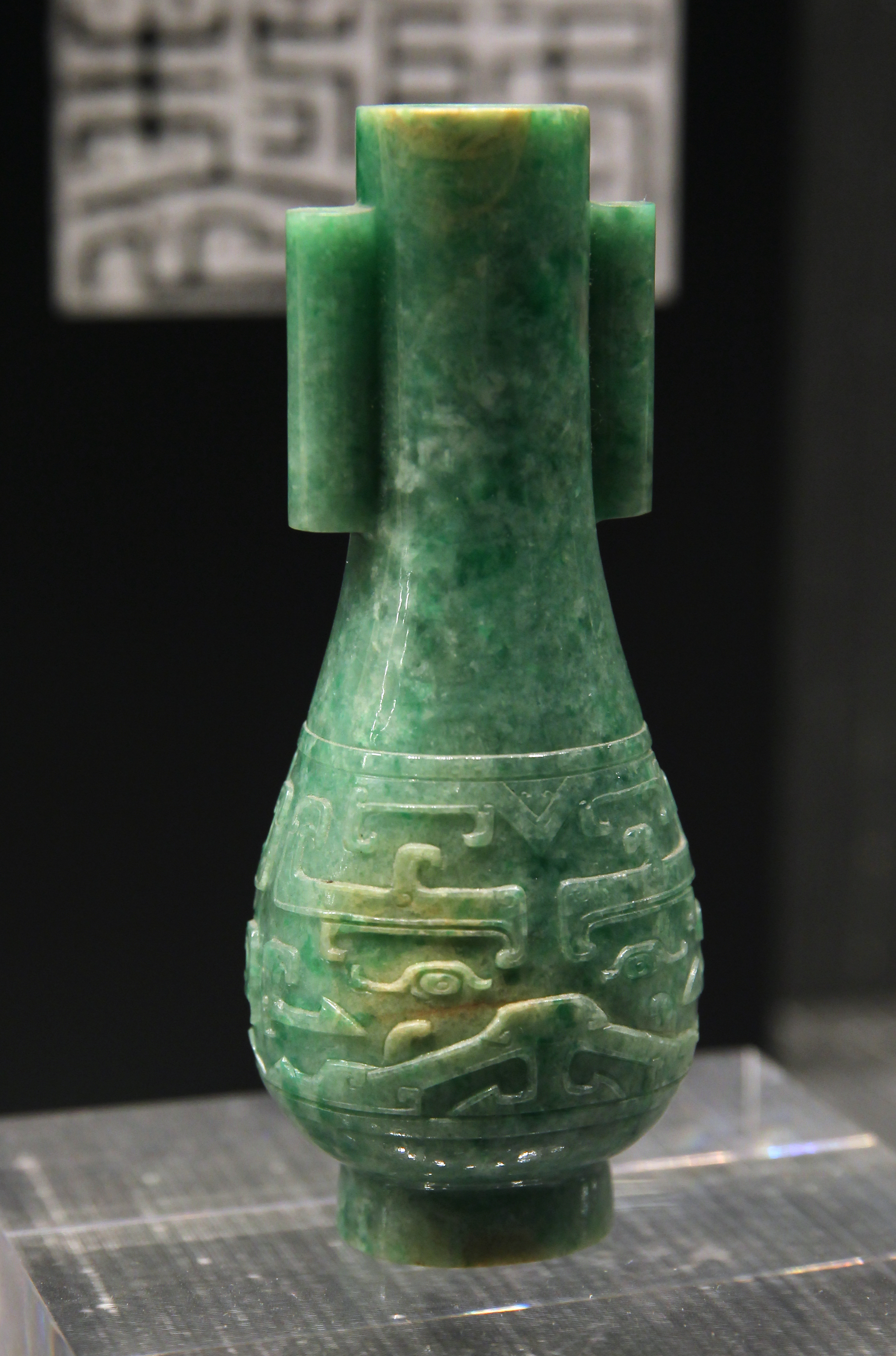